# ヨハン・ゲオルク・フォン・ホーエンツォレルン＝ジグマリンゲン
ヨハン・ゲオルク・フォン・ホーエンツォレルン＝ジグマリンゲン（Johann Georg von Hohenzollern-Sigmaringen, 1932年7月31日 - 2016年3月2日）は、ホーエンツォレルン＝ジグマリンゲン侯国の侯家の子孫。
ホーエンツォレルン侯家家長フリードリヒの三男で、スウェーデン王女ビルギッタ（カール16世グスタフの姉）の夫となった。

## 生涯
1932年7月31日、ホーエンツォレルン＝ジグマリンゲン侯フリードリヒとその妻であったザクセン王フリードリヒ・アウグスト3世の王女マルガレーテの間に第五子としてヴァイマル共和政ドイツ国プロイセン自由州ホーエンツォレルン州（現・ドイツ連邦共和国バーデン＝ヴュルテンベルク州）のジグマリンゲンにあるジグマリンゲン城で生まれた。全名はヨハン・ゲオルク・カール・レオポルト・アイテル＝フリードリヒ・マインラート・マリア・フーベルトゥス・ミヒャエル（Johann Georg Carl Leopold Eitel-Friedrich Meinrad Maria Hubertus Michael）。
ヨハン・ゲオルクは1955年から1964年までパリ・フライブルク・ミュンヘンで美術史と歴史を学び、フランスの大聖堂の王立ギャラリーに関する論文でDr.Phil.を取得した。1966年からバイエルン州立絵画コレクション（Bayerische Staatsgemäldesammlungen）に勤務し、1986年からはバイエルン州立博物館（Bayerisches Nationalmuseum）の館長となった。1991年にバイエルン州立絵画コレクションに理事長として戻り、1998年までその職を務めた。 1998年から2006年まではヒポ文化財団美術館（Kunsthalle der Hypo-Kulturstiftung）の館長を務めている。
2016年3月2日、83歳で亡くなった。

## 結婚と子女

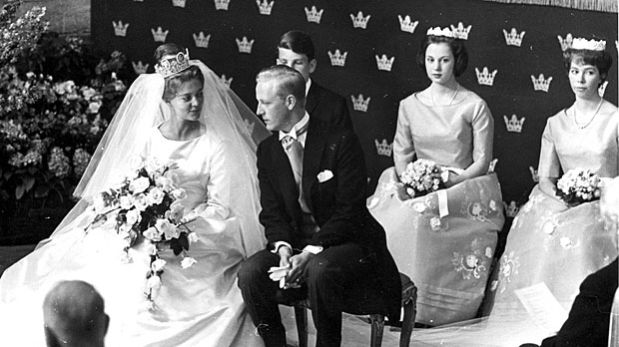
1961年、結婚式でのヨハン・ゲオルクとビルギッタ

妻のスウェーデン王女ビルギッタとは1959年に親類や友人を集めて行なったカクテルパーティで会った。1960年12月5日に彼女との婚約が発表され、1961年5月25日にストックホルム宮殿で市民婚が、同年5月30日にジグマリンゲン城のザンクト・ヨハン教会で宗教婚が行なわれた。二人の間には以下の二男一女が生まれた。夫妻は1990年から別居しているが、法的には死去するまで結婚したままであった。
- カール・クリスティアン・フリードリヒ・ヨハネス・マインラート・マリア・フーベルトゥス・エトムント（スウェーデン語版）（1962年 - ）
- デジレ・マルガレーテ・ヴィクトリア・ルイーゼ・ジビラ・カタリナ・マリア（スウェーデン語版）（1963年 - ）
- フーベルトゥス・グスタフ・アドルフ・ファイト・ゲオルク・マインラート・マリア・アレクサンダー（スウェーデン語版）（1966年 - ）